# Paul Wilhelm Loehning
Paul Wilhelm Loehning (* 22. Februar 1889 in Luxemburg; † 24. Juli 1971 in St. Blasien) war ein deutscher Generalmajor, der im Zweiten Weltkrieg 1945 die Stadt Hannover kampflos den anrückenden Amerikanern übergab.

## Leben
Loehning war der Sohn eines Oberfinanzrates und Steuerdirektors. Nach dem Besuch des Kadettenkorps wurde er am 14. März 1907 als charakterisierter Fähnrich dem 1. Ermländischen Infanterie-Regiment Nr. 150 der Preußischen Armee überwiesen. Er avancierte bis Mitte August des Folgejahres zum Leutnant und diente ab Oktober 1911 als Adjutant des I. Bataillons. In dieser Stellung nahm Loehning nach Ausbruch des Ersten Weltkriegs an den Kämpfen an der Ostfront teil, wurde Mitte November 1914 Kompanieführer und nach seiner Beförderung zum Oberleutnant Ende Februar 1915 zum Regimentsadjutanten ernannt. Ab Juli 1917 war er Adjutant der 73. Infanterie-Brigade und rückte Ende November 1917 zum Hauptmann auf. Von Anfang Juli bis Mitte September 1918 schloss sich eine Verwendung als Adjutant der übergeordneten 37. Infanterie-Division an der Westfront an. Anschließend führte er das I. Bataillons im 2. Ermländischen Infanterie-Regiment Nr. 151 bei den Abwehrkämpfen in der Champagne und an der Maas. Neben beiden Klassen des Eisernen Kreuzes erhielt er das Ritterkreuz des Königlichen Hausorden von Hohenzollern mit Schwertern und das Hamburger Hanseatenkreuz. Die verbündeten Österreicher würdigten ihn mit dem Militärverdienstkreuz III. Klasse mit Kriegsdekoration.
Nach Kriegsende gab Loehning Mitte Januar 1919 die Führung des Bataillons ab und kehrte in seine Stellung als Adjutant der 37. Division zurück. Mit seiner Ernennung zum Adjutanten des Infanterieführers der 1. Division wurde er am 1. Oktober 1920 in die Reichswehr übernommen. Mitte Dezember 1921 trat er mit der Versetzung in das 2. (Preußisches) Infanterie-Regiment in den Truppendienst und diente von April 1922 bis Oktober 1927 als Kompaniechef im Regiment. Anschließend war Loehning beim Stab der 3. Division und wurde am 1. Februar 1931 zum Major befördert.
Nach dem Beginn des Zweiten Weltkriegs wurde er am 10. April 1940 zum Generalmajor befördert. Während des Deutsch-Sowjetischen Krieges erhielt er Kommandos „in beziehungsweise bei“ Poltawa in der Ukraine, für die Schlacht von Stalingrad sowie die Schlacht bei Charkow. Zwei Tage nach seinem 54. Geburtstag wurde Loehning am 24. Februar 1942 in die Führerreserve versetzt.
In Hannover wurde Loehning zum 1. Oktober 1943 – zugleich die Zeit der schwersten Luftangriffe auf Hannover – erst zum Stadtkommandanten und schließlich zum Kampfkommandanten ernannt. Loehning hat die Stimmung der Bevölkerung der Stadt in den letzten Kriegsmonaten wie folgt beschrieben:

„Die Bevölkerung war abgestumpft. Sie durfte keine Nachrichten hören, und es wurde ihr systematisch alles vorenthalten, was ein klares Bild über die Lage hätte geben können. Die Post funktionierte nicht mehr und die Nachrichten von Angehörigen, die im Feld standen, blieben aus. Diese Ungewißheit beeinflußte die Haltung der Bevölkerung entscheidend. Es gab kaum noch jemanden, der mitarbeitete. Das einzige Interesse richtete sich auf die Verpflegung und Unterkunft, um die man sich in den Pausen zwischen den Bombenalarmen kümmerte.“

Als am 4. April 1945 die britische 6. Luftlandedivision und die 2. US-Panzerdivision den Stadtrand von Hameln erreicht hatten, verlas der nationalsozialistische Gauleiter Hartmann Lauterbacher über den Drahtfunk einen Appell zum Durchhalten an die noch Lebenden, um sich selbst dann aber noch am selben Tag von Hannover aus in die Harzfestung nach Hahnenklee abzusetzen – unter Mitnahme mehrerer Millionen Reemtsma-Zigaretten. Am nächsten Tag erschien Lauterbachers Appell dann gedruckt in der Hannoverschen Zeitung unter der Überschrift „Lieber tot als Sklav“ und mit der Drohung:

„... Wer dabei nicht mit uns ist oder feige die verräterische Hand gegen unsere gerechte Sache erheben sollte, wer weiße Fahnen hißt oder sich kampflos ergibt, ist des Todes.“

Am Tag darauf verlegte Loehning seinen Dienstsitz vom Friederikenschlösschen in den nach der Flucht des Gauleiters verwaisten sogenannten „Gaubefehlsstand“ am Schützenplatz. Die letzten Kriegstoten der Stadt „waren 23 junge Marinesoldaten, die am 7. April an der Harenberger Straße in Stellung gegangen waren und offenbar von ihren Offizieren im Stich gelassen wurden. Die Munition, die man bei ihnen fand, bestand aus Platzpatronen.“ Schließlich gelang es dem schon zuvor am 18. Oktober 1944 provisorisch gewählten Oberbürgermeister von Hannover, Egon Bönner, Loehning „von der Notwendigkeit einer kampflosen Übergabe der Stadt an die Amerikaner überzeugen.“ Während Loehnings letztem Appell am 10. April 1945 im „Gaubefehlsstab“ „stellte er es den angetretenen Soldaten frei, sich entweder zu ergeben oder in Richtung Celle abzusetzen.“ Noch am selben Tag konnten die Amerikaner so die Stadt besetzen. Dadurch war für Hannover der Krieg schon wenige Wochen vor dem Tod von Adolf Hitler und vor der bedingungslosen Kapitulation der Wehrmacht zu Ende.
Paul Wilhelm Loehning starb knapp ein Viertel Jahrhundert später in St. Blasien.